# Antwerpse baardkriel

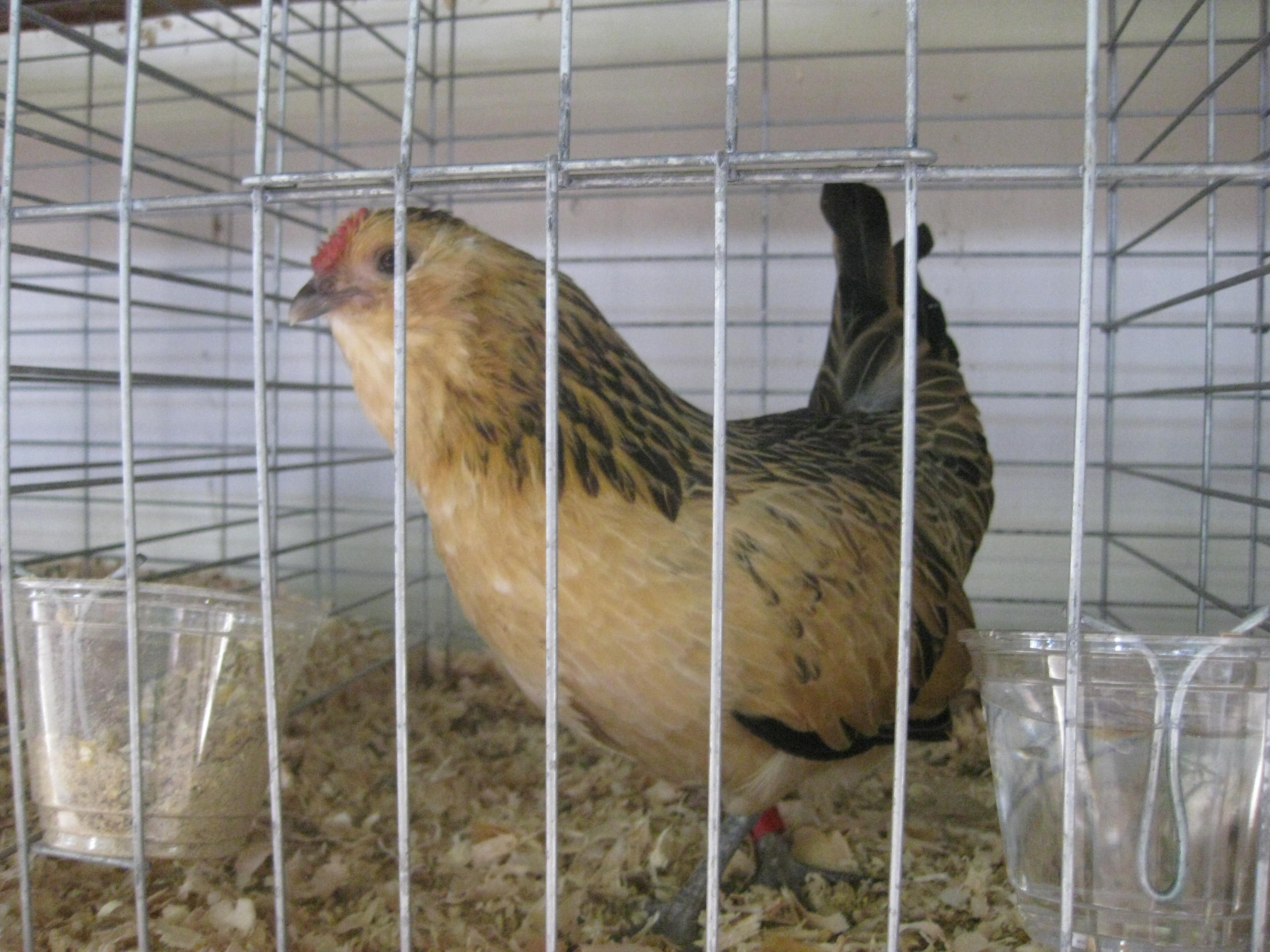
Antwerpse baardkriel

De Antwerpse baardkriel is een kippenras. Het is een van de oudste rassen die alleen als kriel voorkomen. 

## Oorsprong van ras en naam
Op een schilderij van Albert Cuyp uit de 17e eeuw staat al een kriel met de eigenschappen van de Antwerpse baardkriel. De kip komt oorspronkelijk uit Vlaanderen. De naam is afkomstig uit het gebied waar van oorsprong veel fokkers van het dier zaten.

## Kleurslagen
Er zijn 21 kleurslagen, namelijk kwartel, zilverkwartel, blauwkwartel, porselein, isabel porselein, oker/witgepareld, patrijs, zilverpatrijs, roodgeschouderd wit, columbia, buff columbia, zwart/witgepareld, blauw/witgepareld, parelgrijs/witgepareld, zwart, wit, blauw, blauwgezoomd, parelgrijs, koekoek en rood. De oogkleur is bij de meeste kleurslagen  donkerbruin, en de beenkleur is leiblauw. Uitzondering hierop zijn de porseleinvarianten die een oranje-rode oogkleur hebben. De koekoek combineert een oranje-rode oogkleur met witte benen. De kleurslagen zwart/witgepareld, blauw/witgepareld en 
parelgrijs/witgepareld hebben oranje-rode ogen en witte benen met kleine zwarte vlekjes.
Begin 2010 zijn er twee kleurslagen toegevoegd: zilver zwartgezoomd en isabelkwartel.
Enkele fokkers zijn bezig met het creëren van nieuwe kleurslagen zoals:
witkwartel, porselein blauwgetekend, wit/blauw-columbia, buff/blauw-columbia, isabel en goud zwartgezoomd.

## Grubbe-baardkriel

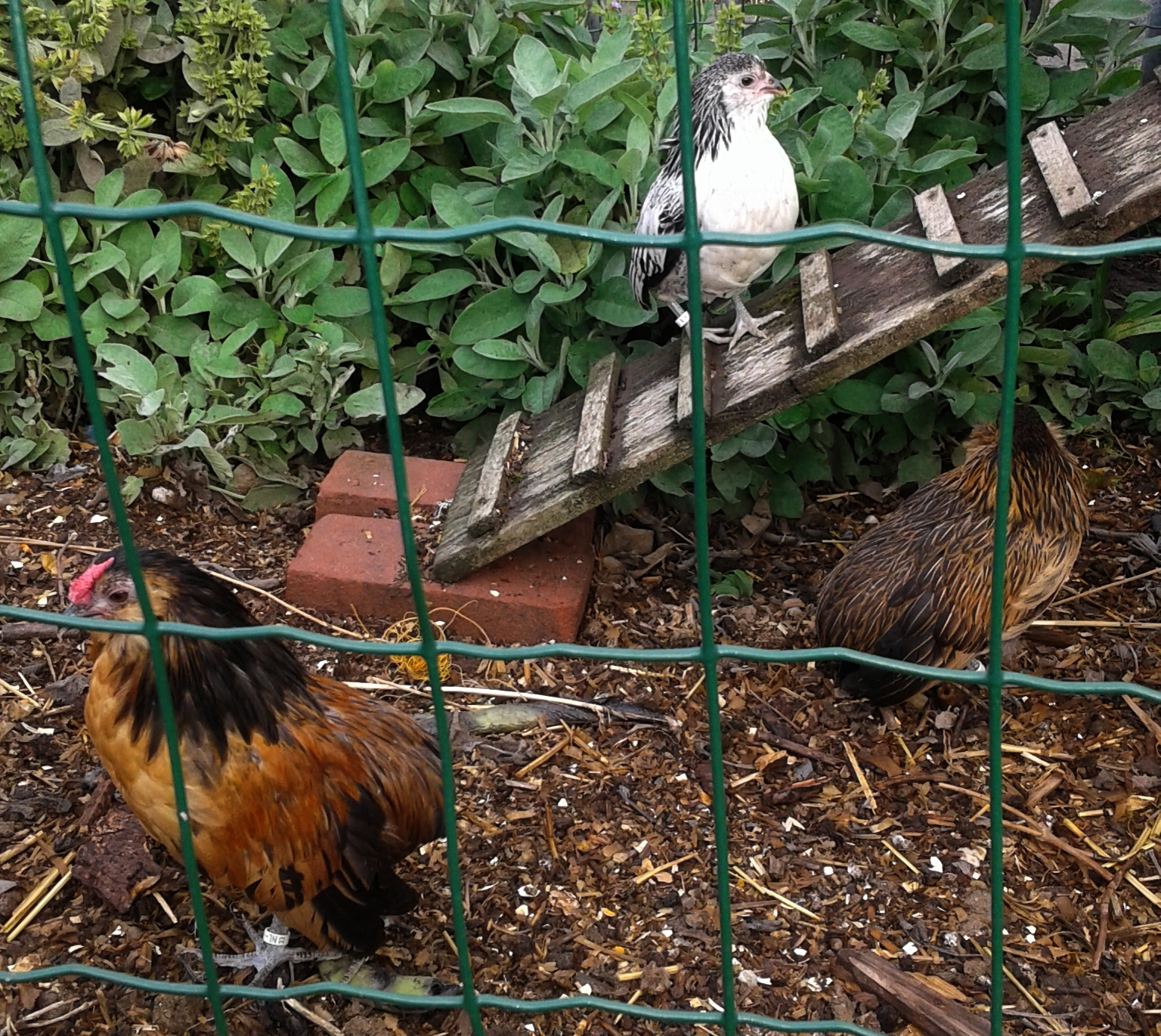
Grubbe bolstaart baardkrielen

De grubbe-baardkriel is een staartloze variant van de Antwerpse baardkriel. Bolstaartkrielen missen de staartpartij volkomen, het achterlijf wordt afgedekt door de zadelveren. Om het evenwicht te bewaren lopen de dieren vrij rechtop en doen enigszins denken aan pinguïns.
Door een dominante erfelijke factor ontbreken de staartwervels en het staartbeen met de bijbehorende staartveren, het achterlijf is breed en afgerond.